# ترمونفکین
ترمونفکین یا ترمونفچین ( ایرلندی: تیرمان فیچین، به‌معنای "سرزمین کلیسای فچین")  یک دهکده و شهرستان کوچک در شهرستان لوث، جمهوری ایرلند است. این دهکده در قصبه‌ای به همین نام است و در ۸ کیلومتر (۵٫۰ مایل) شمال شرقی دراهیدا قرار دارد. جمعیت روستا در ۲۰ سال بین سرشماری ۱۹۹۶ و ۲۰۱۶ سه برابر شد و از ۵۳۰ نفر به ۱۵۷۹ نفر افزایش یافت.

## تاریخ
سنت حاکی از آن است که یک صومعه قرون وسطایی توسط سنت فیچین اهل فور در قرن هفتم در روستا تأسیس شد.   صومعه این شهرک در سال ۱۰۱۳ توسط وایکینگ ها و در ۱۰۲۵ توسط قبیله اوی‌کریچان از از فارنی در سال ۱۰۲۵ غارت شد. این صومعه یک قرن بعد (در سال ۱۱۴۹) دوباره توسط مهاجمانی از برگیا (میت) غارت شد. 

## اقتصاد
اقتصاد ترمونفکین در درجه اول به صنعت کشاورزی وابسته است. گردشگری همچنین به اقتصاد محلی کمک می‌کند و نزدیکی به بالتری و سیپوینت، با سواحل و زمین‌های گلف خود، بازدیدکنندگان را به خود جذب می‌کنند.

## حمل و نقل
پایانه اتوبوسی آیرین از ۱۸۹ مسیر چندین بار در روز (بجز یکشنبه‌ها) به ترمونفکین خدمات می‌دهد و آن را به دراهیدا ، دولیک، اشبورن و کلاگرهد متصل می‌کند. بیشتر اتوبوس‌ها از طریق بالتری کار می‌کنند، اما تعداد کمی از آنها از طریق گرانگبیلو و بلیمکنی می‌روند.  ایستگاه راه آهن دراگدا با این دهکده تقریباً ۹ کیلومتر فاصله دارد.

## افراد شناخته شده
- ایوانا لینچ ، بازیگر، در فیلم‌های هری پاتر در نقش لونا لاوگود بازی کرد. [۷]
- آرتور ماتیوز ، یکی از نویسندگان کمدی پدر تد ، ساکن بود.[نیازمند منبع]
- پیتر مک‌کویت ، کشیش، نویسنده و جامعه شناس، از سال ۱۹۵۳ تا ۱۹۷۶ به عنوان کشیش محله خدمت [۸] .
- مولزورث فیلیپس ، که همراه با کاپیتان کوک در آخرین سفر خود به اقیانوس آرام رفت و در هنگام مرگ او در هاوایی حضور داشت. [۹] مولزورث ملکی در ترمونفکین داشت و در دهه ۱۷۹۰ مدتی در آنجا زندگی کرد. [۱۰] همسر او، سوزان برنی ، خبرنگار [۱۱] و خواهر نویسنده انگلیسی، فانی برنی بود.
- دس اسمیت ، گلف باز سابق تور اروپا ، نایب کاپیتان جام رایدر و بازیکن تور قهرمانان اروپا .[نیازمند منبع]